# 羅傑 (1895年)
羅傑（1899年12月—1951年），男，四川岳池人，中华民国政治人物。曾當選為行憲後第一屆國民大會代表。

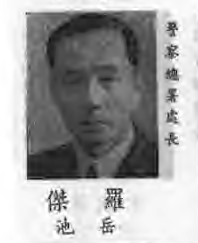
民國37年出版的《第一屆國民大會專輯》中的羅傑肖像

## 生平
罗杰是四川省岳池縣龍孔鄉人。8歲隨父母到湖北。
宣統三年（1911年）考入湖北英文館(後改名湖北省立外國語專門學校、省立文科大學)學習，民國7年（1918年）畢業。
先後任湖南旅鄂中學教師，重慶大來洋行川輪船公司翻譯，漢口鷹木岩煤礦場經理，漢口福和煤務公司稽核，漢口特別市既濟水電公司工人子弟校校長
民國廿四年（1935年），去英國倫敦大學政治經濟學院選修市政，次年9月進奧地利維也納警官學校攻讀警政。
民國廿七年（1938年）畢業，回國任重慶中央軍校法文教官，同年8月，任軍統局警務科長，掌管內政部警察總隊、中國警察學會等五個部門。
民國廿八年（1939年）4月，到中央訓練團黨政班第三期受訓
民國廿九年（1940年）2月，任軍統局監察人員訓練班教務組長，民國卅一年（1942年）升教務主任，後調任中美合作所總務組長、軍統局軍簡二級設計委員。
軍事委員會少將處長、主任，外交部總務司司長
民國卅四年（1945年）5月，升第二戰區司令長官部外事處長。
民國卅五年（1946年）元月，任交通部視察專員，8月調赴南京任內政部警察總署第五處處長，國防部第二廳高級參謀，重慶警備司令部顧問。
民國卅六年（1947年）冬，參加岳池縣國大代表選舉，得多數選票當選。
民國卅八年（1949年），任重慶中美合作所副主任
1950年，被捕。1951年，被重慶市人民法院判處死刑殺害。

## 岳池縣國大代表選舉[3]
- 岳池縣選舉事務所於民國卅六年（1947年）9月1日成立，由縣長肖毅安兼任主任，設專職僱員五人，其余由縣屬機關調充十六人，負責辦理國民大會代表(簡稱國大代表)，立法委員選舉。
- 繕造選民冊：民國卅六年4月，岳池縣奉令由各鄉鎮造冊上報選民233882人，占人口560086人的41％，經省府8月核示，選民過少，飭另報呈核。同年9月，按民國卅四年度戶籍冊中年滿20歲以上之男女造報選民315320人。
- 辦理候選人登記：民國卅六年9月到10月31日為國大代表候選人登記期，登記有王朋來．蕭艾耆、羅傑、周吉千、楊臨澤，董唯，李九垓，王恩宏、陳爾康、吳怡平，林建中、蒲健秋，楊烈、苑昌坒，田偉然等十六人為區域代表候選人，職業團體無人申請候選人登記。
- 制發選舉權證．國大代表選舉權證由縣選所制發給各鄉鎮公所填寫，限投票前三日辦完，利用保民大會發交每一選民。
- 按規定式樣印製國民選票，票櫃按34個投票所制訂，於11月18日前運交投票所備用。
- 設置投票所及開票所，每一鄉鎮設投票所34個，每所設投票管理員3人，鄉鎮長為主任管理員，設監票員3人，警衛6人，童軍8人，由縣選所分別聘派．設開票所一所，設主任管理一人，管理員16人，並聘機關首長8人為監祭員。